# Gibbaranea tenerifensis
Gibbaranea tenerifensis là một loài nhện trong họ Araneidae. Loài nhện này có ở quần đảo Canaria. Loài này được miêu tả khoa học năm 1992